# Apoballis acuminatissima
Apoballis acuminatissima är en kallaväxtart som först beskrevs av Heinrich Wilhelm Schott, och fick sitt nu gällande namn av S.Y.Wong och Peter Charles Boyce. Apoballis acuminatissima ingår i släktet Apoballis och familjen kallaväxter. Inga underarter finns listade.